# Dialethéisme
Vous pouvez aider à l'améliorer ou bien discuter des problèmes sur sa page de discussion.
- Certaines informations devraient être mieux reliées aux sources mentionnées dans la bibliographie ou les liens externes. Améliorez sa vérifiabilité en les associant par des références. (Marqué depuis juin 2016)
- La traduction doit être revue. Le contenu est difficilement compréhensible à cause d’erreurs de traduction, peut-être dues à l’utilisation d’un logiciel de traduction automatique. (Marqué depuis juin 2016)

Le dialethéisme est le point de vue selon lequel certaines propositions peuvent être à la fois vraies et fausses. Plus précisément, c'est la croyance qu'il peut y avoir une proposition vraie dont la négation est également vraie. Ces propositions sont appelées les « contradictions vraies », « dialethéia » ou non-dualismes.
Le dialethéisme n'est pas un système formel ; il est, à la place, une thèse sur la vérité qui influe sur la construction d'une logique formelle, souvent basée sur des systèmes de préexistants. L'introduction du dialethéisme implique diverses conséquences, en fonction de la théorie dans laquelle il est introduit. Par exemple, dans les systèmes traditionnels de la logique (par exemple la logique classique et la logique intuitionniste), toute proposition devient fausse si sa contradiction est prouvée vraie (démonstration par l'absurde). D'autres systèmes logiques n'explosent pas de cette manière lorsque des contradictions sont introduites ; de tels systèmes tolérants à la contradiction sont connus comme des logiques paracohérentes.
Graham Priest définit le dialethéisme comme le point de vue selon lequel les contradictions vraies existent,.

## Motivations

### Le dialethéisme résout certains paradoxes
Le paradoxe du menteur et le paradoxe de Russell sont en relation avec des déclarations auto-contradictoires de la logique classique et la  théorie naïve des ensembles, respectivement. Ces contradictions sont problématiques dans ces théories, car elles conduisent ces théories à l'explosion : si une contradiction est vraie, alors toute proposition est vraie. La manière classique pour résoudre ce problème est d'interdire des déclarations contradictoires, de réviser les axiomes de la logique de sorte que les déclarations auto-contradictoires ne soient pas possibles. Les dialethéistes, par contre, répondent à ce problème en acceptant les contradictions comme vraies. Le dialethéisme permet d'utiliser le schéma de compréhension non restreint de la théorie des ensembles, affirmant que le rassemblement de tous les objets ayant une certaine propriété forme un ensemble.

### Dialethéisme et raisonnement humain
Les situations ambiguës peuvent amener l'homme à affirmer à la fois une proposition, et sa négation. Par exemple, si John se tient à la porte d'une chambre, il peut sembler raisonnable à la fois d'affirmer que John est dans la chambre et d'affirmer que John n'est pas dans la chambre.
Les critiques font valoir que cela reflète simplement une ambiguïté de notre langue plutôt qu'une qualité dialethéique de nos pensées ; si l'on remplace la déclaration faite par une autre qui est moins ambigu (comme « John est à mi-chemin de la chambre » ou «John est à la porte"), la contradiction n'est plus. La proposition apparaissait contradictoire seulement par jeu syntaxique; la signification de John est dans la chambre n'est pas la même dans les deux phrases, ainsi la première phrase n'est pas l'exacte négation logique de la seconde: il n'y a donc pas nécessairement contradiction.

### Dialethéisme apparent dans d'autres doctrines philosophiques
La doctrine philosophique Jaïn de Anekantavada indique que toutes les déclarations sont vraies dans un certain sens et faux dans un autre. Certains interprètent cela comme disant que les dialethéia ne sont pas seulement existants, mais sont omniprésents. Techniquement toutefois, une contradiction logique est une proposition qui est vraie et fausse dans le même sens ; une proposition vraie dans un sens et fausse dans un autre sens ne constitue pas une contradiction logique. Par exemple, bien que, dans un sens, un homme ne puisse pas être à la fois père et sans enfant, il n'y a pas de contradiction à être un père spirituel et sans enfant, le sens du mot père étant différent ici. Dans un autre exemple, bien que George W. Bush ne puisse être à la fois président des États-Unis et ne pas être président des États-Unis, il était président de 2001 à 2009 mais ni avant ni après, donc à différents moments il était à la fois président et ne l'était pas.
Le système logique bouddhiste nommé Catuṣkoṭi implique qu'une déclaration et sa négation peuvent éventuellement coexister,.
Graham Priest soutient dans Beyond the Limits of Thought que les dialethéia se positionnent aux frontières de l'expressibilité, dans un certain nombre de contextes philosophiques autres que la sémantique formelle.

## Conséquences formelles
Dans la plupart des logiques, dont la logique classique, on peut montrer qu'en prenant une contradiction {\displaystyle p\wedge \neg p} (voir Liste des symboles logiques) comme prémisse (qui l'est, en prenant comme prémisse la vérité de {\displaystyle p} et {\displaystyle \neg p}), on peut prouver toute déclaration {\displaystyle q}. En effet, étant donné que {\displaystyle p} est vrai, la déclaration {\displaystyle \neg p\vee q} est vraie (par généralisation). En prenant {\displaystyle p\to q}, qui est équivalent à  {\displaystyle \neg p\vee q}, avec {\displaystyle p}, par modus ponens, {\displaystyle q} se déduit. Ce n'est cependant pas nécessairement une inférence valide dans un cadre dialethéiste, ou plutôt dans une logique paracohérente, qui est ce qui y est le plus couramment utilisé. Qui plus est, l'implication matérielle (l'équivalence entre {\displaystyle p\to q} et {\displaystyle \neg p\vee q}) est invalide en logique minimale, car étant à la fois paracohérente et intuitionniste.

## Exemples de contradictions vraies que les dialethéistes acceptent
Selon les dialethéistes, il y a quelques vérités qui ne peuvent être exprimées en contradiction. Voici quelques exemples :
- La seule certitude que nous[style à revoir] avons en dehors de notre expérience immédiate, est qu'il n'y a pas de certitude en dehors de notre expérience immédiate ;
- « Toutes les déclarations sont vraies » est une fausse déclaration ;
- « Il n'y a pas d'absolu » est un absolu.

Selon les dialethéistes, ces déclarations ne proviennent pas de la logique, mais sont plutôt des descriptions d'expérience.

## Avantages
Les partisans du dialéthéisme défendent principalement sa capacité à éviter les problèmes rencontrés par d'autres doctrines plus orthodoxes consécutives de leurs appels aux hiérarchies. Selon Graham Priest, "la solution dialéthéique aux paradoxes sémantiques a pour but de supprimer la distinction entre langage objet et méta-langage". Une autre possibilité consiste à utiliser le dialéthéisme avec une logique paracohérente pour ressusciter le programme de logique défendu par Frege et Russell. Cela permet même de prouver la vérité de théorèmes autrement impossibles à démontrer, tel que le théorème du bon ordre et la fausseté d’autres, comme l’hypothèse du continu.
Il existe également des solutions dialéthéiques au paradoxe sorite.

## Critiques
Une critique du dialéthéisme est qu’il ne parvient pas à saisir un élément crucial de la négation, appelé absolu du désaccord.
Considérons la proposition P de John. Pour indiquer son désaccord avec John, Sally déclare ¬P. Cependant, si nous acceptons le dialéthéisme, le fait de déclarer ¬P n'empêche pas d'accepter également P ; après tout, P peut être une dialétheia et donc, elle et sa négation seront vraies. Le caractère absolu du désaccord est perdu.
Une réponse est que le désaccord peut être affirmé en déclarant "¬P et, de plus, P n'est pas une dialétheia". La codification la plus évidente de "P n'est pas une dialethéia " est ¬ (P & ¬P). Mais que se passe-t-il si cela est aussi une dialétheia ? Une réponse dialétheiste consiste à proposer une distinction entre affirmation et rejet. Cette distinction pourrait être faite selon les termes de la distinction traditionnelle entre qualités logiques, ou en tant que distinction entre deux actes de langage illocutoires : affirmation et rejet.
Une autre critique est que le dialéthéisme ne peut pas décrire les conséquences logiques, une fois que nous croyons en la pertinence des conséquences logiques, en raison de son incapacité à décrire les hiérarchies.

## Dialethéistes modernes
Beaucoup de bouddhistes modernes zen sont dialethéistes. Ils utilisent le terme non-dualisme pour se référer aux contradictions vraies.